# Abamectine
L’abamectine  est une substance active de produit phytosanitaire (ou produit phytopharmaceutique, ou pesticide), qui présente un effet insecticide, acaricide et nématicide. C'est un mélange de plusieurs substances chimiques de la famille des avermectines.

## Règlementation
Sur le plan de la règlementation des produits phytopharmaceutiques :
- pour l’Union européenne : cette substance active est inscrite à l’annexe I de la directive 91/414/CEE par la directive 2008/107/CE.
- pour la France : cette substance active est autorisée dans la composition de préparations bénéficiant d’une autorisation de mise sur le marché.

## Caractéristiques physico-chimiques
Les caractéristiques physico-chimiques, dont l'ordre de grandeur est indiqué ci-après, influencent les risques de transfert de cette substance active vers les eaux, et le risque de pollution des eaux :
- Hydrolyse à pH 7 : stable,
- Solubilité : 1 mg·l-1,

## Écotoxicologie
Sur le plan de l’écotoxicologie, les concentrations létales 50 (CL50) dont l'ordre de grandeur est indiqué ci-après, sont observées :
- CL50 sur poissons : 0,004 mg·l-1,

## Toxicité pour l’homme
Sur le plan de la toxicité pour l’Homme, la dose journalière acceptable (DJA) est de l’ordre de : 0,002 mg·kg-1·j-1.